# École supérieure des sciences et techniques de la santé de Tunis
L'École supérieure des sciences et techniques de la santé de Tunis (arabe : المدرسة العليـا لعلوم و تقنيـات الصحة بتونس) ou ESSTST est un établissement universitaire tunisien, placé sous la tutelle du ministère de la Santé et géré en cotutelle avec l'université de Tunis - El Manar, ayant pour mission de former des professionnels intervenant dans les différentes spécialités du domaine de la santé publique. Elle se situe dans le quartier de Bab Saadoun à Tunis.

## Historique
La création de la première école paramédicale tunisienne remonte à 1924. L'ESSTST, officiellement née le 11 décembre 1989, est placée sous la double tutelle du ministère de la Santé et du ministère de l'Enseignement supérieur et de la Recherche scientifique. En 1990, l'école devient une structure autonome sur le plan administratif et budgétaire et ouvre ses portes à 981 étudiants de différentes sections, lesquels sont réparties entre la faculté de médecine de Tunis et l'École supérieure des sciences de la nutrition sise à l'Institut national de nutrition et de technologie alimentaire.

## Formations
L'inscription est ouverte aux étudiants titulaires du baccalauréat ou d'un diplôme admis en équivalence. Les études, en vue de l'obtention d'une licence de la santé, durent trois ans pour toutes les sections. Ils comportent des enseignements théoriques, des travaux pratiques et des stages. Depuis la rentrée 2007, les programmes d'études font l'objet d'une restructuration selon la réforme LMD.
L'ESSTST est actuellement divisée en sept départements :
- Anesthésie et réanimation
- Sciences biologiques : 
  - Biologie
  - Cytomorphologie
- Sciences de la nutrition : 
  - Nutrition humaine
  - Technologie alimentaire
- Imagerie médicale et radiothérapie
- Réhabilitation fonctionnelle :
  - Ergothérapie
  - Orthophonie
  - Orthoptie
  - Physiothérapie
  - Secrétariat médical et documentation
- Obstétrique, bloc opératoire et soins en pédiatrie
- Hygiène et environnement